# 桃園みらい
桃園 みらい（ももぞの みらい、1997年11月30日 - ）は、日本のAV女優。エイトマン所属。

## 略歴・人物
大阪府出身。2016年10月、エスワンの専属女優としてAVデビュー。デビュー前は、有名コスプレイヤーとして活動していたとされている。
エスワンで5作品に出演し専属を離れ、2017年6月よりマキシングの専属となる。
趣味:コスプレ、買い物
特技:1人でどこでも行ける

## 出演作品

### アダルトDVD
2016年
- 新人NO.1STYLE 桃園みらい AVデビュー（10月19日、エスワン）
- 快感!初・体・験 6 有名コスプレイヤーみらいのSEXたっぷりじっくり見せますスペシャル（11月25日、エスワン）
- 現役コスプレイヤースーパー絶頂スペシャル! 初めての痙攣ガチイキ4本番（12月25日、エスワン）

2017年
- 現役コスプレイヤー桃園みらいの 着衣風俗フルコース お客様は逆ナンパでゲットせよSpecial（2月1日、エスワン）
- 交わる体液、濃密セックス（3月1日、エスワン）
- 電撃移籍! 中出し解禁! 〜子宮で感じる温かい生ザーメン〜（6月16日、マキシング）
- ごっくん解禁!（7月16日、マキシング）
- 最新コスプレ★セックスTOP20 4時間ぜーんぶセックスSPECIAL 吉沢明歩・麻生希・高井ルナ・桃園みらい 他（8月16日、マキシング）
- 騎乗位で中出しさせる馬乗りナース（8月16日、マキシング）
- 放課後ホテルで制服姿の女子生徒が何度も中出しSEXをキメる秘密のバイト（9月16日、マキシング）
- 射精直前の超快感フェラチオラッシュ80連発! 2 吉沢明歩・明日花キララ・希崎ジェシカ・葵つかさ・桃園みらい 他 多数出演（9月30日、エスワン）
- 【MAXING11周年特別企画】会員限定バニーガール（秘）倶楽部 AGAIN! 吉沢明歩・波多野結衣・大槻ひびき・由愛可奈・桃園みらい 他（10月16日、マキシング）
- 交わる体液、濃密セックス 最新12タイトル高画質12時間コンプリートBEST 羽咲みはる・希崎ジェシカ・湊莉久・三上悠亜・桃園みらい 他 全12名（11月7日、エスワン）
- 高画質!美女31人の日替わり濃厚フェラチオ 吉沢明歩・波多野結衣・大槻ひびき・小向美奈子・桃園みらい 他（11月16日、マキシング）
- うねる腰つき！跳ねるおっぱい!騎乗位の天才20人の杭打ちピストン絶頂FUCK 吉沢明歩・波多野結衣・大槻ひびき・小向美奈子・桃園みらい 他（11月16日、マキシング）
- 2017年 スタイル抜群!ルックス最高!S1女優34名出演作181本!! 最高クラスのAV女優だけを収録したギリモザ総集編16時間BOX RION・三上悠亜・橋本ありな・天使もえ・桃園みらい 他（12月19日、エスワン）

2018年
- 濃密に舌を絡ませ何度も唾液交換を繰り返す超濃厚ベロキスSEXじっくりたっぷり24本番8時間 三上悠亜・天使もえ・橋本ありな・羽咲みはる・桃園みらい 他（1月7日、エスワン）
- 緊急発売!! 桃園みらいコレクション ～初公開！撮り下ろし画像収録～（1月16日、MAXING）※単体ベスト
- 精子あふれ出す!特濃たっぷり中出し30本番8時間DX VOL.3 波多野結衣・由愛可奈・AIKA・麻生希・きみの奈津・桃園みらい 他（2月16日、マキシング）
- 顔良し!身体良し!サービス良し!24人のS級風俗嬢がもてなす超高級エスワン風俗街 VIP専用48店舗花びら超大回転ツアー 橋本ありな・美咲かんな・湊莉久・小島みなみ・桃園みらい 他（2月19日、エスワン）
- 極楽病棟24時! 肉欲に染まる純潔ナース Collection 4th Season 波多野結衣・由愛可奈・小西悠・香純ゆい・桃園みらい 他（5月16日、マキシング）
- S級女優50人以上のケツ穴見放題!プル尻美尻の大迫力エッチ8時間!振り返ればケツがある!ぷりぷりお尻でツルもちお尻でイカせにきている 友田真希・つぼみ・水城奈緒・織田真子・桃園みらい 他 多数出演（6月14日、ROOKIE）
- マキシング半期ベスト10時間 ～2017年下半期編～ 吉沢明歩・由愛可奈・さえか(陽向さえか)・紗凪美羽・桃園みらい 他（6月16日、マキシング）
- オンナの喉奥をとことん犯しつくす！イラマチオスペシャル 4時間 吉沢明歩・由愛可奈・波多野結衣・大槻ひびき・桃園みらい 他（7月16日、マキシング）
- 発射寸前! イクッ! イクゥゥ! ビクッビクンってイッてる時に激しくピストン再開。 「ダメダメまだイッてるからぁ」とかいう抵抗を無視してつきまくった結果… 8時間 椎名そら・鈴木心春・桃乃木かな・桃園みらい 他 多数出演（10月19日、ROOKIE）
- S級女優にぶっかける!! 射精直前の最高に気持ち良い大量顔面発射ラッシュ100連発8時間 三上悠亜・希崎ジェシカ・湊莉久・吉高寧々・桃園みらい 他 多数出演（11月7日、エスワン）
- ドロっと中出し!特攻ノーヘルSEX祭り 桃園みらい・青山はな・波多野結衣・きみの奈津 他（12月16日、マキシング）

2019年
- MAXINGちっぱいスレンダーボディセレクション 石神さとみ・白衣ゆき・紗凪美羽・桃園みらい 他（2月16日、マキシング）
- スタイル良し! 美尻・美乳! カメコ大興奮! 超えっちなコスプレイヤー 50人8時間 桃園みらい・あべみかこ・佳苗るか・篠田あゆみ 他 全50名（12月19日、ROOKIE）

2020年
- どちらがタイプ? セクシーorキュート! 千葉ねね・白瀬心乙・大槻ひびき・桃園みらい 他（5月16日、マキシング）

2022年
- 生中出し8連発 桃園みらい・川瀬なな・星宮みなみ・大槻ひびき 他（5月16日、マキシング）
- 桃園みらいノーカットセレクション（6月16日、マキシング）
- 制服フェチCOLLECTION 夏乃ひまわり・桃園みらい・愛瀬るか 他（7月16日、マキシング）
- 水着三昧 黒宮えいみ・花岡加菜・紗凪美羽・桃園みらい 他（7月16日、マキシング）
- パンストが似合う美脚痴女 vol.2 月乃ルナ・吉沢明歩・由愛可奈・波多野結衣・桃園みらい 他（7月16日、マキシング）
- 生中出し7連発! 桃園みらい・大原ゆりあ・加賀美さら・丘えりな 他（9月16日、マキシング）
- 肉感むっちりドスケベお姉さんSP 桃園みらい・大槻ひびき・波多野結衣・星宮みなみ 他（10月16日、マキシング）